# Heres (khu tự quản)
Heres là một khu tự quản thuộc bang Bolívar, Venezuela. Thủ phủ của khu tự quản Heres đóng tại Ciudad Bolivar. Khự tự quản Heres có diện tích 5851 km2, dân số theo điều tra dân số ngày 21 tháng 10 năm 2001 là 292833 người.